# Tysk-österrikiska backhopparveckan 1955/1956
Under Tysk-österrikiska backhopparveckan 1955/1956 hoppade man i Oberstdorf den 31. december, den 1. januari hoppade man i Partenkirchen och den 6. januari hoppade man i Innsbruck. Tävlingen som var planerad för Bischofshofen flyttades på grund av snöbrist till Hallein och Zinkenschanze och genomfördes 8. januari.

## Oberstdorf
- Datum: 31. december 1955
- Land:  Västtyskland
- Backe: Schattenbergschanze

| Placering | Hoppare           | Land          | Poäng |
| --------- | ----------------- | ------------- | ----- |
| 01        | Eino Kirjonen     | Finland       | 224,0 |
| 01        | Aulis Kallakorpi  | Finland       | 224,0 |
| 03        | Harry Glass       | Östtyskland   | 219,0 |
| 04        | Max Bolkart       | Västtyskland  | 216,0 |
| 05        | Toni Brutscher    | Västtyskland  | 209,5 |
| 05        | Werner Lesser     | Östtyskland   | 209,5 |
| 07        | Nikolaj Kamenskij | Sovjetunionen | 209,0 |
| 08        | Sverre Stallvik   | Norge         | 208,5 |
| 09        | Sepp Kleisl       | Västtyskland  | 205,0 |
| 010       | Sepp Bradl        | Österrike     | 204,5 |

## Partenkirchen
- Datum: 1. januari 1956
- Land:  Västtyskland
- Backe: Große Olympiaschanze

| Placering | Hoppare            | Land          | Poäng |
| --------- | ------------------ | ------------- | ----- |
| 01        | Hemmo Silvennoinen | Finland       | 221,5 |
| 02        | Eino Kirjonen      | Finland       | 219,5 |
| 03        | Harry Glass        | Östtyskland   | 218,8 |
| 04        | Nikolaj Kamenskij  | Sovjetunionen | 217,0 |
| 05        | Asbjørn Osnes      | Norge         | 216,5 |
| 06        | Aulis Kallakorpi   | Finland       | 216,0 |
| 07        | Max Bolkart        | Västtyskland  | 213,0 |
| 07        | Nikolaj Sjamov     | Sovjetunionen | 213,0 |
| 09        | Sepp Weiler        | Västtyskland  | 211,5 |
| 010       | Sepp Bradl         | Österrike     | 208,5 |
| 010       | Sepp Kleisl        | Västtyskland  | 208,5 |
| 010       | Walter Habersatter | Österrike     | 208,5 |

## Innsbruck
- Datum: 6. januari 1956
- Land:  Österrike
- Backe: Bergiselschanze

| Placering | Hoppare              | Land          | Poäng |
| --------- | -------------------- | ------------- | ----- |
| 01        | Koba Zakadse         | Sovjetunionen | 220,0 |
| 01        | Harry Glass          | Östtyskland   | 220,0 |
| 03        | Max Bolkart          | Västtyskland  | 213,5 |
| 04        | Nikolaj Sjamov       | Sovjetunionen | 210,0 |
| 04        | Janez Polda          | Jugoslavien   | 210,0 |
| 06        | Nikolaj Kamenskij    | Sovjetunionen | 209,5 |
| 07        | Georg Thoma          | Västtyskland  | 207,5 |
| 08        | Sepp Kleisl          | Västtyskland  | 205,5 |
| 09        | Werner Lesser        | Östtyskland   | 203,0 |
| 010       | Rudolf Schweinberger | Österrike     | 202,5 |

## Hallein
- Datum: 8. januari 1956
- Land:  Österrike
- Backe: Zinkenschanze

| Placering | Hoppare              | Land            | Poäng |
| --------- | -------------------- | --------------- | ----- |
| 01        | Jurij Skorzov        | Sovjetunionen   | 218,5 |
| 02        | Mojmír Stuchlík      | Tjeckoslovakien | 215,0 |
| 02        | Rudolf Schweinberger | Österrike       | 215,0 |
| 04        | Nikolaj Kamenskij    | Sovjetunionen   | 214,5 |
| 05        | Sepp Bradl           | Österrike       | 213,0 |
| 06        | Nikolaj Sjamov       | Sovjetunionen   | 212,5 |
| 07        | Jachim Bulin         | Tjeckoslovakien | 210,5 |
| 08        | Horst Lesser         | Östtyskland     | 209,0 |
| 08        | Franz Eder           | Östtyskland     | 209,0 |
| 010       | Zdeněk Remsa         | Tjeckoslovakien | 208,5 |

## Slutställning
| Placering | Hoppare              | Land          | Poäng |
| --------- | -------------------- | ------------- | ----- |
| 01        | Nikolaj Kamenskij    | Sovjetunionen | 850,0 |
| 02        | Sepp Bradl           | Österrike     | 827,0 |
| 03        | Nikolaj Sjamov       | Sovjetunionen | 826,0 |
| 04        | Rudolf Schweinberger | Österrike     | 818,0 |
| 05        | Koba Zakadse         | Sovjetunionen | 799,0 |
| 06        | Werner Lesser        | Östtyskland   | 793,0 |
| 07        | Edi Heilingbrunner   | Västtyskland  | 788,0 |
| 08        | Otto Leodolter       | Österrike     | 786,0 |
| 09        | Hermann Anwander     | Västtyskland  | 782,0 |
| 010       | Hans Leppert         | Västtyskland  | 781,0 |